# Badang (Tungkal Ulu)
Badang is een bestuurslaag in het regentschap Tanjung Jabung Barat van de provincie Jambi, Indonesië. Badang telt 965 inwoners (volkstelling 2010).